# بازیافت

نماد بین‌المللی بازیافت

بازیافت به آماده‌سازی مواد برای بهره‌برداری دوباره گفته می‌شود. موادی که معمولاً بازیافت‌پذیر می‌باشند عبارتند از آهن آلات، قراضه آهن، پلاستیک، شیشه، کاغذ، مقوا، برخی مواد شیمیایی و آشغال که به کود کمپوست تبدیل می‌شود.
بازیافت از هدر رفتن منابع سودمند و سرمایه‌های ملی جلوگیری می‌کند و مصرف مواد خام و مصرف انرژی را کاهش می‌دهد. با این کار، تولید گازهای گلخانه‌ای نیز کاهش می‌یابد. بازیافت مهم‌ترین مفهوم و ساختار در مدیریت پسماند است. از جمله افرادی که‌ توانسته‌اند درعرصه "هنر بازیافت " برای اولین با در ایران با خلاقیت و نو‌آوری از مواد دور ریز بازیافتی آثار فرهنگی و هنری مینیاتوری منحصر بفردی را خلق کنند، که مورد تأیید کارشناسان وزارت میراث فرهنگی، گردشگری و صنایع دستی قرار گیرد و قابلیت استفاده در موزه را داشته باشد، استاد ناصر خاکی آقای سبز، سفیر محیط زیست هست که قسمتی از تصاویر آثارش را با کلید واژه" موزه نگارخانه آقای سبز" درگوگل می‌توان جستجو و مشاهده کرد. سرچشمه مواد اولیه بازیافتی یا به عبارتی بازیافتنی‌ها، بیشتر، خانه‌ها و صنایع هستند.
برای آسان‌تر کردن کار بازیافت معمولاً دو نوع جداسازی مواد صورت می‌گیرد که «تفکیک در مبدأ» و «تفکیک در مقصد» نام دارند. تفکیک در مبدأ در سطح شهر و خیابان‌ها و فروشگاه‌ها از طریق سبدها و سطل‌های جداسازی مواد انجام می‌شود ولی برای تفکیک در مقصد مکان ویژه‌ای به نام مرکز بازیافت مواد در نظر گرفته شده است. در مرکز بازیافت، مواد بازیافتی و غیرقابل بازیابی دسته‌بندی می‌شوند. بسیاری از فروشگاه‌ها و کارخانه‌های بزرگ مواد زاید مانند قوطی‌های کنسرو، بطری‌های شیشه‌ای و روزنامه‌های باطله را به منظور بازیافت از مشتری بازخرید می‌کنند.

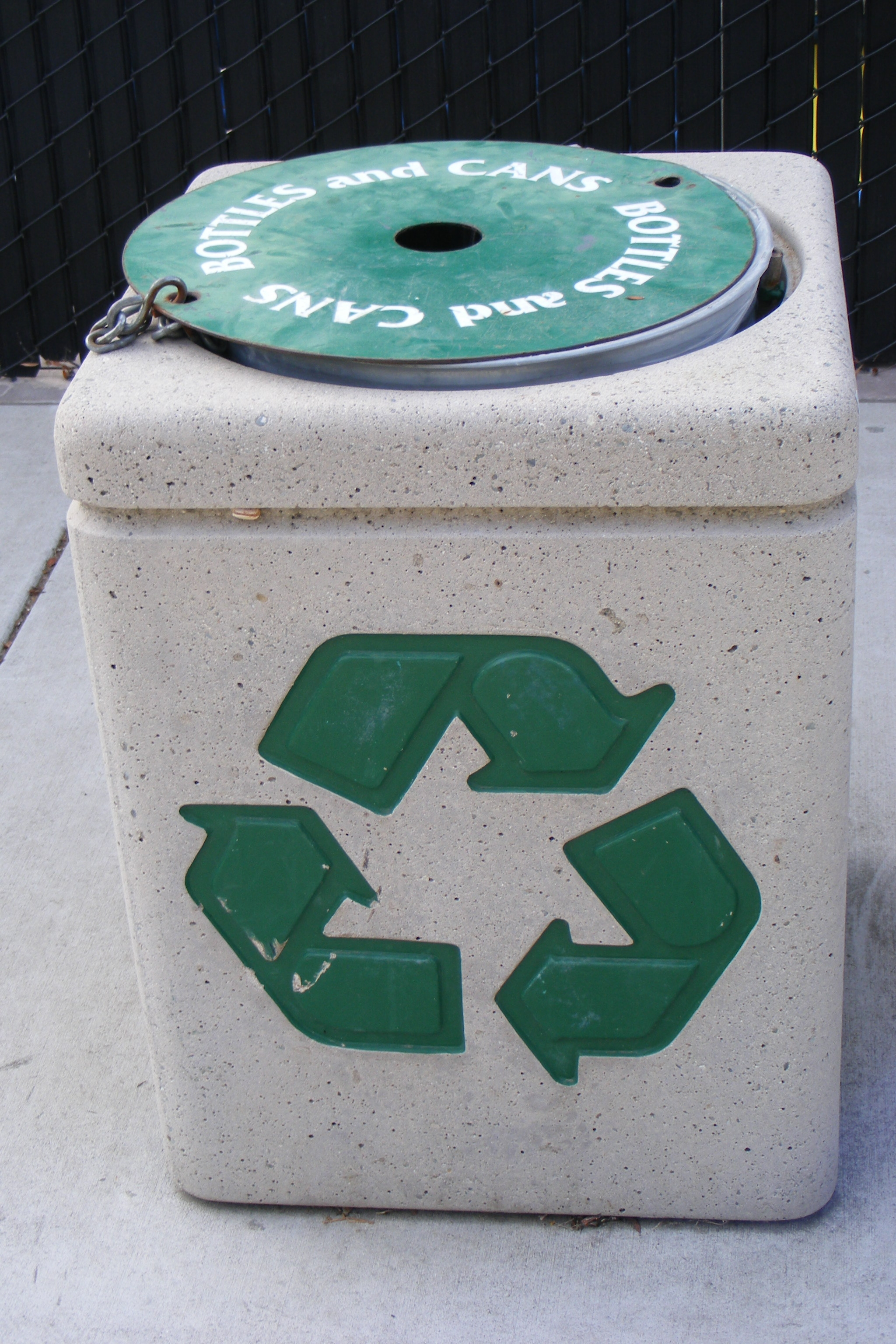
یک سطل زباله بازیافت در شمال کالیفرنیا

در تعریفی دیگر می‌توان گفت بازیافت عبارت است از فرایند پردازش مواد مصرف شده به محصولات و مواد تازه به منظور جلوگیری از به هدر رفتن مواد سودمند بالقوه (ذخیره‌ای)، کاهش مصرف مواد خام، کاهش مصرف انرژی، کاهش آلودگی هوا حاصل از سوختن مواد و آلودگی آب‌ها حاصل از تدفین زباله‌ها در خاک به وسیلهٔ کاهش مقدار معمول زباله‌ها و کم کردن نشر گازهای گلخانه‌ای در مقایسه با تولید خالص. بازیافت یک مؤلفهٔ کلیدی در مدیریت مدرن کاهش مواد زائد که شامل سلسله مراتب کم کردن، دوباره مصرف کردن و بازیافت است. مواد قابل بازیافت چیزهای زیادی را شامل می‌شوند از جمله بسیاری از انواع شیشه‌ها، کاغذها، فلزات، پلاستیک، منسوجات، آلمینیوم‌های الکترونیکی مصرف شده در {رایانه‌ها }و گوشی‌های تلفن همراه باتری‌ها. اما استفاده مجدد از زباله‌های زیستی همچون پسمانده مواد خوراکی به عنوان کود جزو بازیافت محسوب نمی‌شوند. موادی که قرار است بازیافت شوند یا به مرکز جمع‌آوری این مواد آورده می‌شوند، از کنار خیابان جمع‌آوری می‌شوند و ابتدا دسته‌بندی شده سپس پاک می‌شوند و دوباره پردازشهایی روی آن‌ها انجام می‌شود تا به مواد تازه برای ساخت تبدیل شوند، اگرچه گاهی بازیافت در مقایسه با تولید از مواد خام بسیار گران‌تر و مشکل‌تر است، اما به خاطر استفاده مجدد از همان مواد به صرفه است زیرا که آن مواد در حالت کلی دارای ارزش ذاتی می‌باشند و بعضی از مواد نیز دارای طبیعت خطرناکی هستند مانند جیوه. به همین خاطر استفاده مجدد از آن‌ها بهتر است. محققان ادعا می‌کنند که بازیافت بیشتر از آنکه منابع را حفظ کند آن‌ها را از بین می‌برد. مخصوصاً در مواردی که دولت تعهد اجرایش را دارد. باید به این نکته نیز توجه کرد که آن‌ها همچنین معتقدند که اگر هزینه‌های عملیاتی کمتر از سایر موارد برای از بین بردن مواد زائد (مثل دفن کردن زباله‌ها در خاک‌چال) باشد، این کار مقرون به صرفه است. اما ممکن است هنوز آن ارزش خاص را نداشته باشد. در آمریکا سود سالیانه تسهیلات بازیافت ۲٫۹۸۱ میلیون دلار تخمین زده شده است در ۵ سال اخیر (۲۰۰۳ تا ۲۰۰۸)این مقدار با رشد ۷٪ خود از رقم فعلی فراتر رفته است؛ زیرا در سال‌های اخیر حجم زباله‌هایی که از مواد قابل بازیافت هستند افزایش یافته است.

ابتکارات جدید می‌تواند صنعت را تغییر دهد. برای مثال در کالیفرنیا و نیویورک با رشد ۷۵٪ تولید زباله‌های قابل بازیافت نسبت به رقم ۵۰ ٪ قبلیه خود سودهای خالص بسیاری برای شرکت‌های جمع‌آوری‌کنندهٔ این مواد به ارمغان می‌آورد.

## چرخه‌ها
فرایند بازیافت را می‌توان به سه چرخه تقسیم کرد، یک چرخه برای تولید (بازیافت زباله‌های تولید) و دو چرخه برای دفع محصول (بازیافت محصول و مواد).
مرحله تولید محصول، که شامل پردازش و ساخت مواد است، چرخه بازیافت زباله تولید را تشکیل می‌دهد. مواد پسماند صنعتی به همان فرایند تولید بازگردانده شده و مجدداً مورد استفاده قرار می‌گیرند.
بازیافت مواد و محصولات و کالاها می‌تواند به دو شکل به‌یافت و بدیافت صورت بگیرد. به‌یافت فرایند استفاده مجدد و گاه خلاقانه از مواد زائد برای ایجاد محصولی با ارزش یا کیفیت بالاتر است.
بدیافت فرایند تبدیل مواد زائد یا محصولات بی‌فایده به مواد جدید یا محصولاتی با کیفیت کمتر و عملکرد پایین‌تر است. یک نمونه روشن، بازیافت پلاستیک است که طی آن پلاستیک با درجه کیفیت پایین‌تر بدست می‌آید.
پیش‌یافت هم عبارت است از کاهش زباله به واسطه اجتناب از خرید یا استفاده از چیزهایی که منجر به تولید زباله در خانه یا محل کار می‌شوند، یا حتی الامکان خرید چیزهایی که بتوان از آنها در جایی دیگر مجدداً بهره جست.

## تبدیل زباله به سوخت
تبدیل زباله به سوخت به عملی گفته می‌شود که زباله‌های بی‌ارزش طی مراحلی به ماده‌هایی تبدیل می‌شود که به عنوان سوخت به کار می‌روند.
این عمل بازیافت فواید و ضررهایی دارد:
فایده آن این است که از سوختن انرژی‌های فسیلی جلوگیری می‌کند.
ضرر آن هم این است که با سوختنش به عنوان سوخت هوا را آلوده می‌کند.

## تاریخچه
از سال۱۳۸۷ خورشیدی این عمل به صورت ناقص در ایران توسطه برخی از مردم انجام می‌شد.
آنها با جمع‌آوری فضولات حیوانی در ظروف بسته‌ای به مدت ۹ماه گاز جمع‌آوری شده در آن را می‌سوزاندند..

## در ایران
حمام شیخ بهایی در ایران چهارصد سال پیش بر مبنای این عمل آب گرم به وجود می‌آورد.
معروف است که آب آنجا توسط یک شمع گرم می‌مانده دلیل آن این بود در زیر مخزن آب آن شمع به کمک جریان گاز فاضلاب انرژی لازم برای گرم کردن حمام را پیدا می‌کرده. به عبارتی این حمام احتمالاً نمونه‌ای ابتدایی از سیستم بازیافت فاضلاب و استفاده از بیومتان بوده است.
صنعت بازیافت در چند سال گذشته به شدت در حال رشد بوده و فرصتهای بسیاری ایجاد شده است. \\ یکی از وب‌گاه‌های فعال در صنعت بازیافت و  ایران است و فضایی گسترده برای تمامی صنعتگران فراهم شده است که به راحتی به خرید و فروش و کسب اطلاعات مفید از بازار مواد اولیه و محصولات صنعتی بپردازند.
پلی الکترولیت موسوم به لخته ساز یا به اصطلاح فلوکولانت می‌باشد. در واقع پلی الکترولیت‌ها، پلیمرهای زنجیر بلند آلی هستند که به صورت معمول وزن مولکولی این پلیمرهای شیمیایی بالغ بر یک میلیون بوده وهم به صورت طبیعی و هم سنتزی یافت می‌شوند. این نوع از ماده شیمیایی کمک می‌کند که مواد معلقی که در آب شناور هستند منعقد شده و به شکل راحت‌تری از آب جدا گردند.

## نمادها و کدهای بازیافت مواد

پلی‌اتیلن ترفتالات (پلاستیک نوشابه‌ها)
آلومینیوم
کاغذ
آهن
ای‌بی‌اس